# Maison Heureuse
La Maison Heureuse est un ensemble de bâtiments dont la fonction varie dans le temps : caserne, colonie de vacances, prison, sanatorium, lycée, etc.
L'ensemble des bâtiments est inscrit aux monuments historiques en 2004.

## Historique
Lors de la construction du Fort Boyard en 1804, il fut nécessaire d'aménager au plus près des logements pour les ouvriers et l'intendance, soit environ 300 personnes. Ces aménagements seront à l'origine du village de Boyardville. Une fois la construction du fort achevé, l'endroit est déserté. Le Ministère de la Marine décide alors d'y installer l'école des torpilles vers 1811 avant de la transférer sur un navire de la Marine Nationale à Toulon.

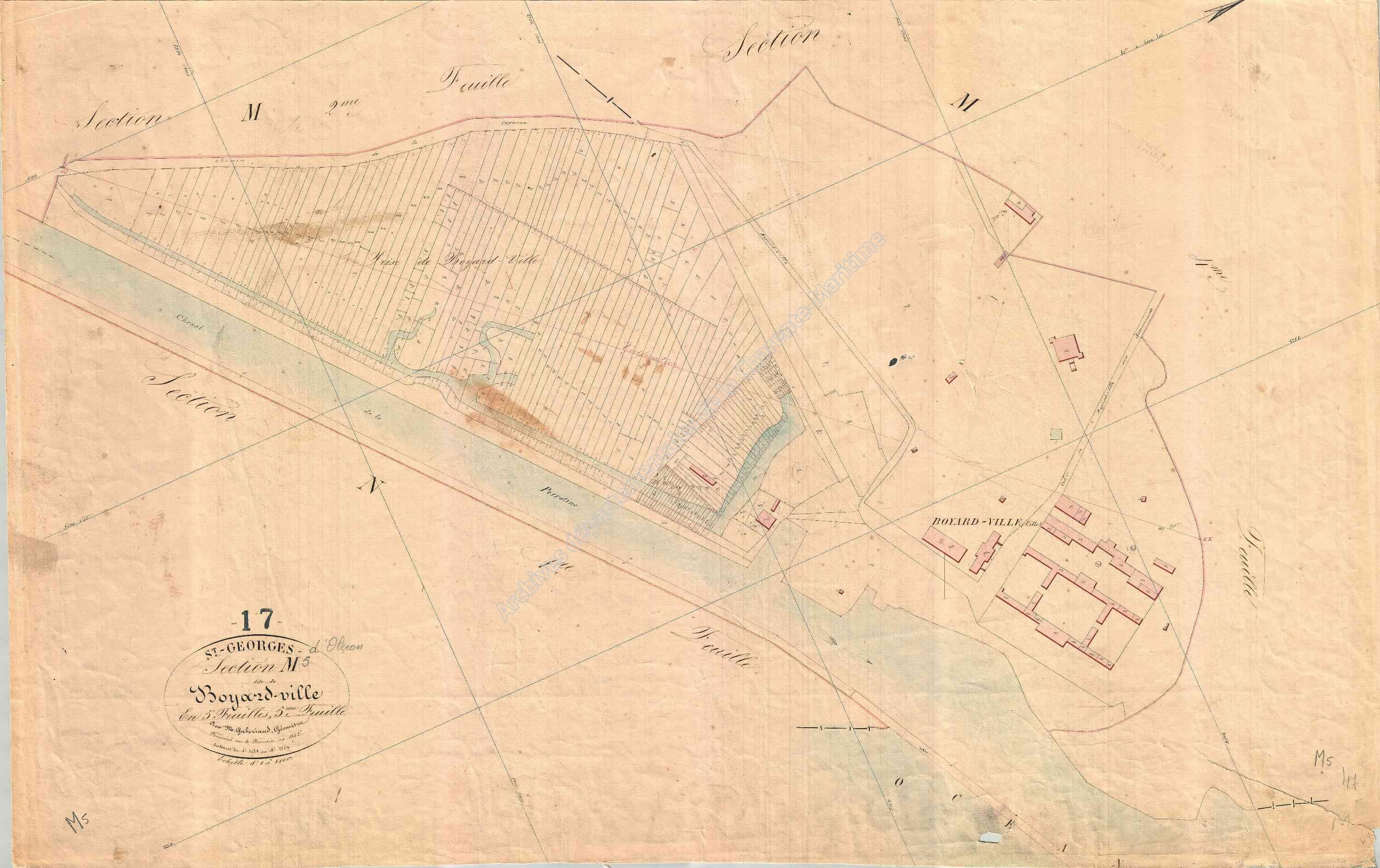
Cadastre Napoléonien de 1842
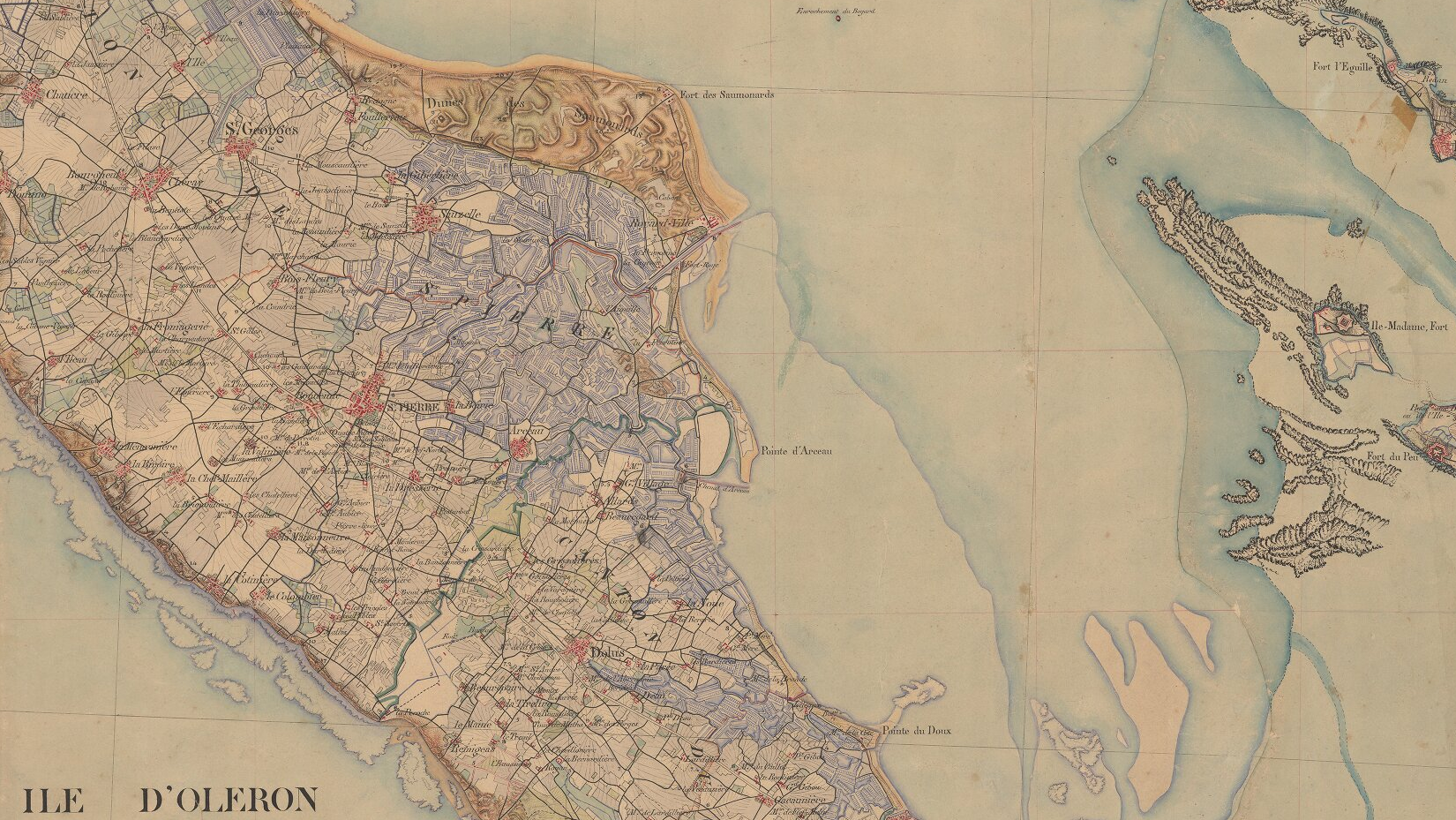
Carte d'Etat Major en 1866

Abandonné après la 1ère guerre mondiale, le site est réaménagé en colonie de vacances en 1927. La Maison Heureuse reçoit, à partir de 1937, des enfants espagnoles réfugiés en raison de la guerre civile, jusqu’au début de la Seconde Guerre mondiale.

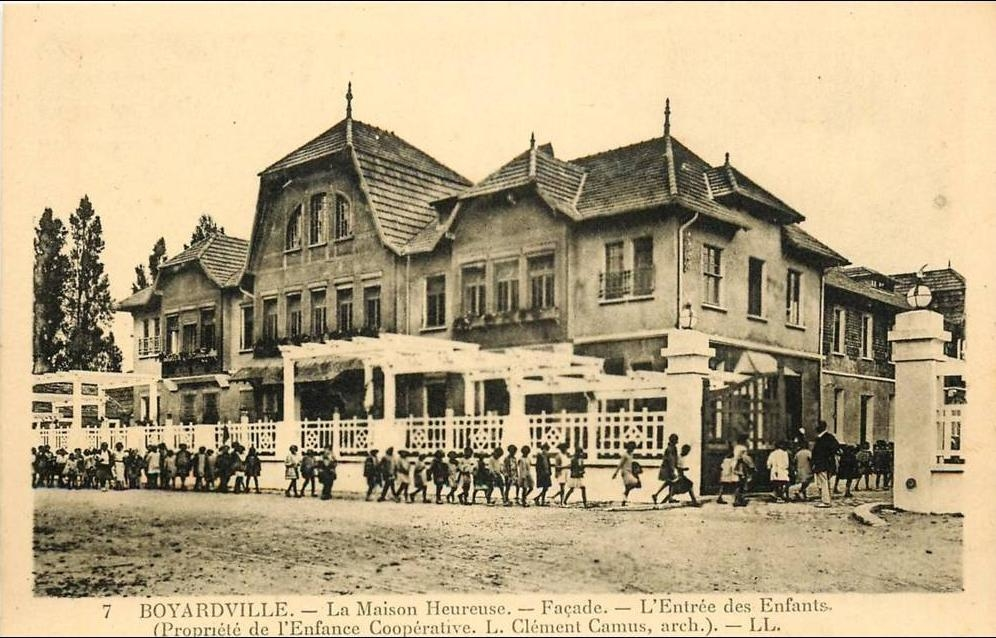
Colonie de vacances "Maison Heureuse"

Le centre expérimental pédagogique maritime en Oléron quitte les lieux en 2012. En 2014, un projet de réaménagement en centre de rééducation pour sportifs de haut niveau est lancé,. Le 9 avril 2015 s'installe une ZAD contre le projet dit « de la Malconche » ; ils seront expulsés le 21 avril.

## Réhabilitation par le groupe François1er
Après avoir servi de logements pour les travailleurs du fort, il a accueilli des colonies de vacances et d'autres activités avant d'être acquis par le groupe François 1er en 2018. La réhabilitation a été un défi majeur, visant à conserver l'architecture balnéaire et régionaliste du bâtiment, classé monument historique en 2003.
La réhabilitation de « La Maison heureuse » sur l'île d'Oléron a été réalisée en 2023 par l'agence d'architecture Perrot et Richard architectes pour le groupe François 1er. Ce projet a transformé un ancien site classé aux monuments historiques, précédemment une colonie de vacances, en une résidence de luxe avec soixante-trois logements. Située idéalement près d'une plage, cette résidence combine un style art déco et balnéaire, tout en préservant son caractère historique.

## Description

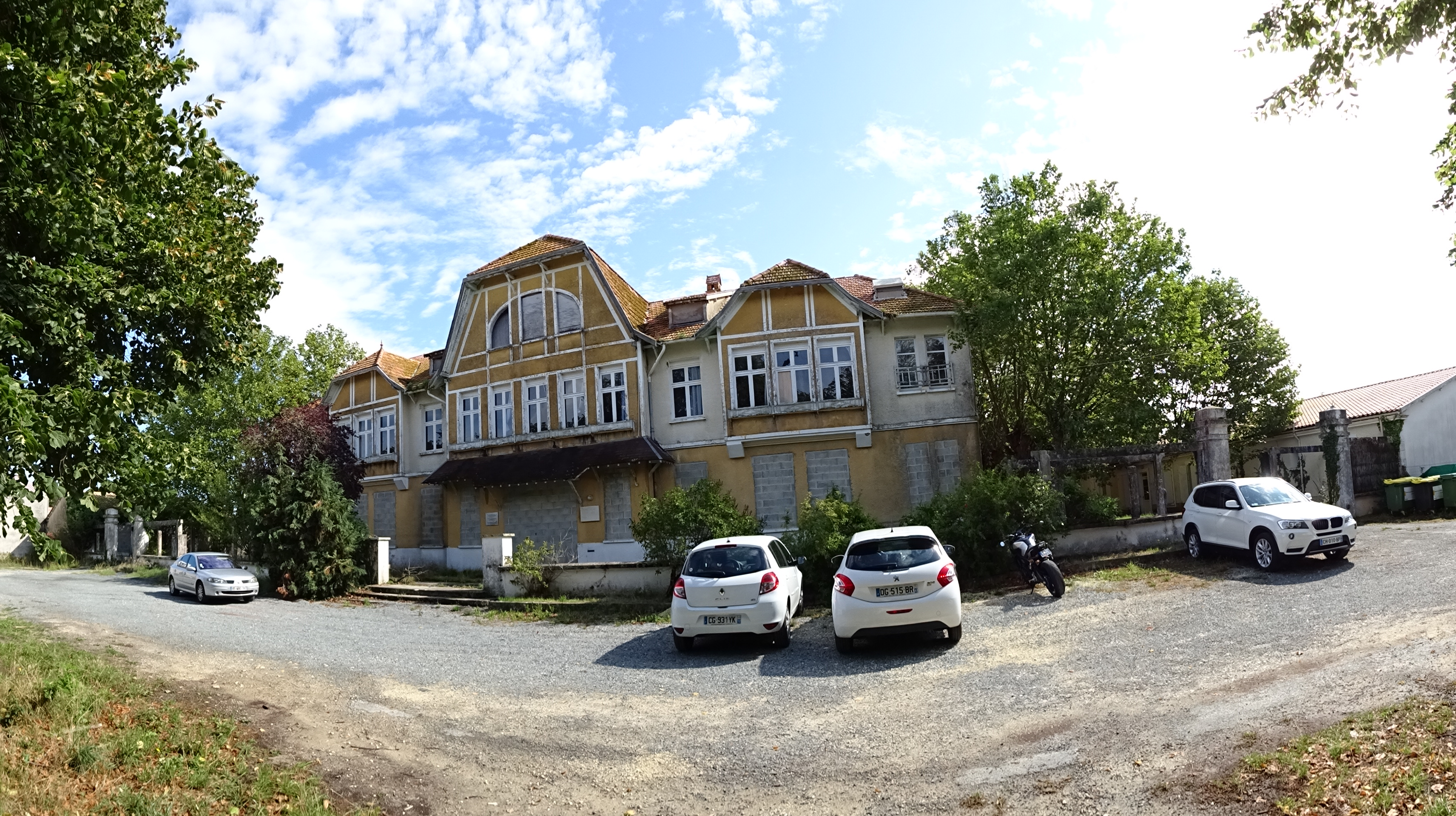

Localisée à Saint-Georges-d'Oléron, au Lieu-dit Boyardville, impasse avenue de la Plage (références cadastrales BL 16).
« Lorsque je fus appelé à participer à l’encadrement d’une colonie de vacances en Oléron, ce fut pour le compte de « l’Enfance Coopérative » et l’établissement se situait à Boyardville, sur la pointe de sable qui se trouve à l’embouchure du « Grand Canal ». C’est une grande maison rose, qu’on appelle la « Maison Heureuse ». »